# Campeonato Europeo de Judo de 1987
El XXXV Campeonato Europeo de Judo se celebró en París (Francia) entre el 7 y el 10 de mayo de 1987 bajo la organización de la Unión Europea de Judo (EJU) y la Federación Francesa de Judo. 
Las competiciones se realizaron en el Estadio Pierre de Coubertin de la capital gala.

## Medallistas

### Masculino
| Evento            | Oro                        | Plata                         | Bronce                                                 |
| ----------------- | -------------------------- | ----------------------------- | ------------------------------------------------------ |
| –60 kg            | Patrick Roux Francia       | Jazret Tletseri URSS          | Helmut Dietz RFA Neil Eckersley Reino Unido            |
| –65 kg            | Jean-Pierre Hansen Francia | Dragomir Bečanović Yugoslavia | Serguei Kosmynin · URSS · Tamás Bujkó · Hungría        |
| –71 kg            | Wiesław Błach · Polonia    | Richard Melillo Francia       | Steffen Stranz RFA Sven Loll RDA                       |
| –78 kg            | Bashir Varayev URSS        | Jean-Michel Berthet Francia   | Andrzej Sądej · Polonia · Peter Reiter · Austria       |
| –86 kg            | Fabien Canu Francia        | Densign White Reino Unido     | Peter Seisenbacher · Austria · Viktor Poddubny · URSS  |
| –95 kg            | Koba Kurtanidze URSS       | Roger Vachon Francia          | Marc Meiling · RFA · Robert Van de Walle · Bélgica     |
| +95 kg            | Mihai Cioc Rumania         | Clemens Jehle · Suiza         | Alexander von der Groeben RFA Akaki Kibordzalidze URSS |
| Categoría abierta | Grigori Verichev URSS      | Christian Vachon Francia      | Andrzej Basik · Polonia · Jochen Plate · RFA           |

### Femenino
| Evento            | Oro                             | Plata                            | Bronce                                                       |
| ----------------- | ------------------------------- | -------------------------------- | ------------------------------------------------------------ |
| –48 kg            | Karen Briggs Reino Unido        | Anna Chodakowska · Polonia       | Anita van der Pas · Países Bajos · Martine Dupond · Francia  |
| –52 kg            | Dominique Maaoui-Brun Francia   | Edith Hrovat · Austria           | Sharon Rendle · Reino Unido · Alessandra Giungi · Italia     |
| –56 kg            | Cathérine Arnaud Francia        | Ann Hughes Reino Unido           | Maria Gontowicz-Szałas · Polonia · Regina Philips · RFA      |
| –61 kg            | Bogusława Olechnowicz · Polonia | Chita Gross · Países Bajos       | Diane Bell Reino Unido Gabi Ritschel RFA                     |
| –66 kg            | Chantal Han · Países Bajos      | Karin Krüger RFA                 | Jolanta Adamczyk · Polonia · Michèle Lionnet · Francia       |
| –72 kg            | Irene de Kok · Países Bajos     | Ingrid Berghmans · Bélgica       | Stefania Drzewicka · Polonia · Annamaria Colagrossi · Italia |
| +72 kg            | Isabelle Paque Francia          | Angelique Seriese · Países Bajos | Karin Kutz · RFA · Ángela Medina · España                    |
| Categoría abierta | Ingrid Berghmans · Bélgica      | Regina Sigmund RFA               | Irene de Kok · Países Bajos · Laëtitia Meignan · Francia     |

## Medallero
| Núm. | País         | Oro | Plata | Bronce | Total |
| ---- | ------------ | --- | ----- | ------ | ----- |
| 1    | Francia      | 6   | 4     | 3      | 13    |
| 2    | URSS         | 3   | 1     | 3      | 7     |
| 3    | Países Bajos | 2   | 2     | 2      | 6     |
| 4    | Polonia      | 2   | 1     | 5      | 8     |
| 5    | Reino Unido  | 1   | 2     | 3      | 6     |
| 6    | Bélgica      | 1   | 1     | 1      | 3     |
| 7    | Rumania      | 1   | 0     | 0      | 1     |
| 8    | RFA          | 0   | 2     | 8      | 10    |
| 9    | Austria      | 0   | 1     | 2      | 3     |
| 10   | Suiza        | 0   | 1     | 0      | 1     |
| 10   | Yugoslavia   | 0   | 1     | 0      | 1     |
| 12   | Italia       | 0   | 0     | 2      | 2     |
| 13   | RDA          | 0   | 0     | 1      | 1     |
| 13   | España       | 0   | 0     | 1      | 1     |
| 13   | Hungría      | 0   | 0     | 1      | 1     |
|      | TOTAL        | 16  | 16    | 32     | 64    |